# Hatifnatowie

Hatifnat

Hatifnatowie (szw. hattifnattar, fiń. hattivatti) – postacie ze świata Muminków wykreowanego przez Tove Jansson, o którym książki zostały przetłumaczone na co najmniej 44 języki. Hatifnatowie są biali, niewielkich rozmiarów, mają wypustki przypominające lekko zdeformowane dłonie, poruszają się, falując tułowiem na prawo i lewo.

## Opis postaci
Hatifnatowie wyrastają z nasion, ale tylko z tych, które wysiano w Noc Świętojańską. Są pozbawieni słuchu i węchu, lecz intensywnie reagują na bodźce elektryczne, z których czerpią energię. Prowadzą koczowniczy tryb życia, odbywając na łodziach podróże morskie w kilkuhatifnatowych grupach i usiłując dotrzeć do horyzontu. Raz do roku, korzystając z informacji przekazywanych za pomocą ładunków elektrycznych na kawałkach kory, zbierają się w jednym miejscu na Wyspie Hatifnatów, by przeżyć wspólnie burzę, która dodaje im energii.
Według Boel Westin, badaczki twórczości Jansson, istnieje silny związek między Tatusiem Muminka i Hatifnatami – istoty te uosabiają jego pragnienie wędrówki.
W pierwszym utworze o Muminkach, Małych trollach i dużej powodzi, Mama Muminka opisała Hatifnatów następująco:

To taki rodzaj trollowatych zwierzątek […]. Przeważnie są niewidoczni. Czasem siedzą pod podłogami u ludzi i kiedy wieczorem robi się cicho, słychać, jak tam drepczą i szurają. Ale najczęściej wędrują dookoła świata, nigdzie się nie zatrzymują i nic ich nie obchodzi. Nigdy się nie wie, czy Hatifnat jest wesoły czy zły, zmartwiony czy zdziwiony. Jestem przekonana, że nie mają w ogóle żadnych uczuć.

## Etymologia
Nazwa Hattifnattars nie ma żadnego bezpośredniego znaczenia w języku szwedzkim, choć słowo fnatta oznacza „trzepotać wokół czegoś”, a få fnatt – „zaszalej” lub „podniecaj się czymś”, co może odnosić się do zachowania Hatifnatów podczas burzy. Zaś pierwszy człon hati może nawiązywać do kapelusza, co z kolei mogłoby kojarzyć się z kształtem tych podobnych do grzybów istot lub nawet z nieodłącznym atrybutem Tatusia Muminka.

## Hatifnatowie w kulturze

### Twórczość Tove Janson
Hatifnatowie pojawiają się w następujących utworach Tove Janson, dziejących się w uniwersum Doliny Muminków:
1. Małe trolle i duża powódź;
2. Kometa nad Doliną Muminków;
3. W Dolinie Muminków;
4. Lato Muminków;
5. Opowiadania z Doliny Muminków (szósta książka T. Janson z cyklu o Muminkach);
6. Co było potem? Książka o Mimbli, Muminku i Małej Mi (książka obrazkowa).

Hatifnatowie występują także w historiach o Muminkach ukazujących się w formie pasków komiksowych osadzonych w realiach Doliny Muminków.

### Filmy na podstawie twórczości Tove Janson
Na podstawie twórczości Tove Janson powstały filmy animowane dziejące się w Dolinie Muminków, w których również pojawiają się Hatifnatowie, w tym:
1. Opowiadania Muminków – polski serial animowany powstały w latach 1977–1982 w łódzkim studiu Se-ma-for[7];
2. Muminki – serial animowany w koprodukcji japońsko-fińsko-holendersko-francuskiej (opis odcinków)[8];
3. Kometa nad Doliną Muminków – film animowany w koprodukcji japońsko-fińskiej z 1992 roku[9].

### Inne odniesienia w kulturze
Polska noblistka Olga Tokarczuk poświęciła Hatifnatom dużą część swojego eseju Psychologia według Muminków opublikowanego w „Charakterach”.
Pseudonimu artystycznego „Hatti Vatti” pochodzącego od fińskiej nazwy Hatifnatów używa polski twórca muzyki elektronicznej Piotr Kaliński.
Polska indierockowa grupa Hatifnats, nominowana do Paszportu „Polityki” w 2009 roku, zaczerpnęła swoją nazwę od tych postaci.
Porównań do Hatifnatów użyły w swojej twórczości pisarki Marta Kisiel (Szaławiła), Maja Lidia Kossakowska (Upiór Południa) czy Kaja Malanowska (Mgła).
Hatifnatowie kilkukrotnie byli przedstawiani, także jako główny motyw, na fińskich oraz japońskich znaczkach pocztowych.